# Fossil (entreprise)
Fossil Group, Inc. est un concepteur et fabricant américain de vêtements et accessoires, principalement de montres (certains modèles étant personnalisables avec une gravure) et de bijoux, mais aussi de lunettes de soleil, portefeuilles, sacs à main, ceintures, chaussures et vêtements, basé à Richardson dans l'État du Texas aux États-Unis. Leurs marques comprennent Fossil, Relic, Abacus, Michele Watch, Skagen et Zodiac.

## Histoire

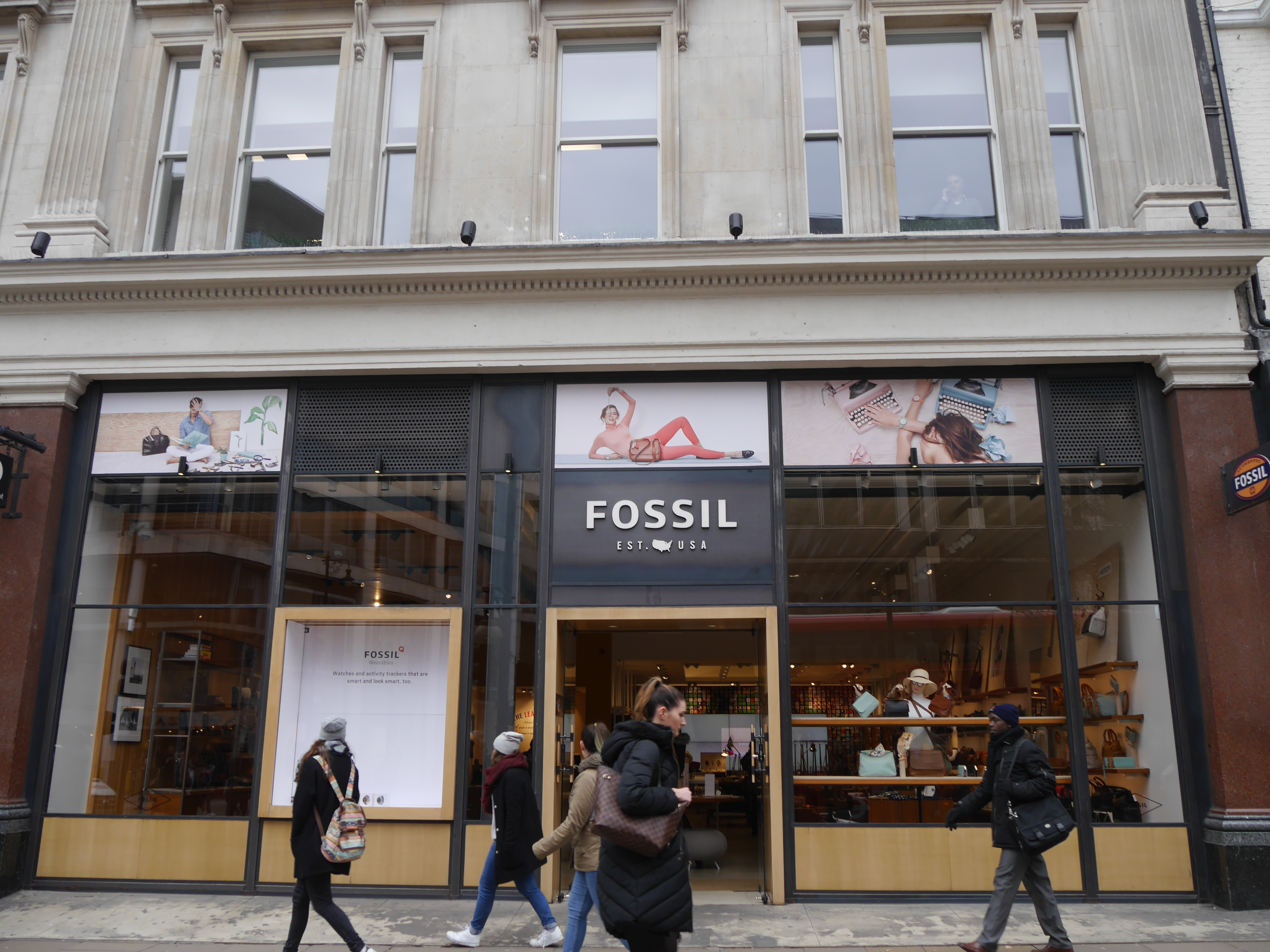
Magasin Fossil à Oxford Street (Londres).

Fossil est fondée en 1984 sous le nom d'Overseas Products International par Tom et Kosta Kartsotis. Les premières montres Fossil sont introduites en 1985. En 1992, Fossil Inc. acquiert une entreprise de fabrication à Hong Kong et la renomme Fossil East. La société introduit la marque horlogère Skagen Denmark cette même année.   
La société lance son IPO sur le NASDAQ en 1993. Fossil acquiert la marque horlogère suisse Zodiac en 2001 et Michele Watch en 2004.  
En 2012, l'entreprise rachète le fabricant de mouvements STP à Manno, dans le canton du Tessin. Fossil est ajoutée à l'indice S&P deux années après.  
Au départ leurs produits avaient un style rétro avant d'incorporer en 1990 des accessoires en cuir sous la marque Fossil. L'inspiration de la marque se veut vintage reprenant son slogan "Long Life Vintage", L'univers Fossil s'articule ainsi autour des valeurs des années 1980, en utilisant comme fil conducteur son personnage de référence : Fred Fossil présent au sein de nombreux visuels, mais également du merchandising des boutiques.
La société possède ainsi des marqueurs forts et des identifiants visuels connus tels que les fameuses Tin's, des boites métalliques ornées de motifs vintage servant d'écrin pour les montres de la marque.
Alors que la marque garde des prix modérés, le fabricant présente en 2013 sa ligne haut de gamme et plus chère portant le nom de Fossil Swiss Made, qui est composée de montres fabriquées en Suisse.
La marque est l'une des premières à se lancer dans la course aux montres connectées afin de profiter de l'essor de ce marché potentiel. En janvier 2024, la marque annonce arrêter les frais dans le domaine des montres connectées, considéré par la marque comme trop compliqué.
Fossil possède des installations de fabrication aux États-Unis, en Chine et en Suisse.

## Sponsoring
En 2006, Fossil signe un engagement avec les équipes de la National Football League (NFL) aux États-Unis pour faire une collection officielle de montres pour chaque équipe. Fossil s'adresse également aux marchés spéciaux qui cherchent à personnaliser les produits.

## Magasins
Dans le cadre de son implantation en France, Fossil a tout d'abord ouvert certaines boutiques au sein de Paris (ou en périphérie comme au centre commercial Aéroville).
Par la suite, la première boutique hors région parisienne est la boutique rue du Président-Édouard-Herriot au centre-ville de Lyon.
Pour répondre à la demande, Fossil a ouvert d'autres magasins dans certaines villes comme Hong Kong (East Point), Londres (328-330 Oxford Street, centre commercial Westfield London), Marseille (centre commercial Les terrasses du port), Lyon (centre commercial La Part-Dieu et enfin Confluence), Nice (centre commercial Nicetoile), Dijon (centre commercial La Toison d'Or), Singapour, Vancouver (centre commercial Metrotown) et Yokohama (centre commercial Landmark Plaza).
La marque connaîtra cependant des fermetures assez nombreuses en Europe notamment au sein de l'Allemagne à la suite de la baisse de l'économie et de la crise touchant le secteur de l'horlogerie durant les années 2015 à 2017[réf. nécessaire].

## Logo

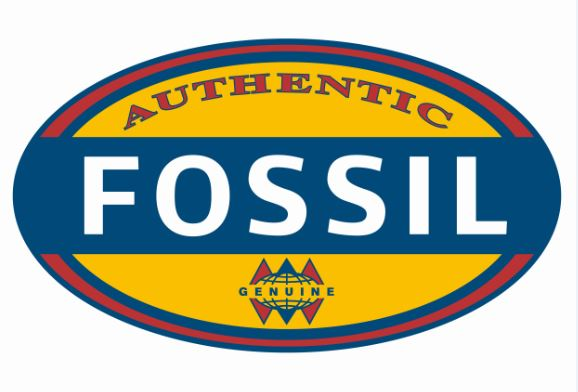
Logo de 1985 à 2015.
Logo depuis 2015.